# Yoshinori Watanabe (misdadiger)
Yoshinori Watanabe (渡辺 芳則, Watanabe Yoshinori; Tochigi, 8 januari 1941 - Kobe, 1 december 2012) was een Japans crimineel. Van 1989 tot 2005 was hij het hoofd (kumicho) van de Yamaguchi-gumi, het grootste Japanse misdaadsyndicaat.